# NGC 7186
NGC 7186 is een open sterrenhoop in het sterrenbeeld Pegasus. Het hemelobject werd op 13 september 1784 ontdekt door de Duits-Britse astronoom William Herschel.